# Can Bres
Can Bres és una masia de Sant Feliu de Buixalleu a la comarca de la Selva inclosa a l'Inventari del Patrimoni Arquitectònic de Catalunya.

## Descripció
Masia aïllada situada al barri de Gaserans, a la Serra de Can Rumbo, al terme municipal de Sant Feliu de Buixalleu. Edifici de planta baixa i pis, amb teulada a doble vessant desaiguada pels laterals i un ràfec doble.
A la façana principal, a la planta baixa, hi ha la porta d'entrada amb brancals de carreus de pedra i llinda monolítica amb la data: 1789. Al pis hi ha dues finestres amb arc de llinda i ampit de pedra. La finestra dreta té els carreus dels brancal visibles.
A la part superior hi ha un rellotge solar.
La façana està realitzada en maçoneria.

## Història
La data més antiga referent a la casa és la que es troba gravada damunt mateix de la porta: 1729 o 1789, no es llegeix amb claredat. Malgrat tot, pel material de construcció emprat, sembla que pot ser  més antiga.